# Henrik Algreen-Ussing
Henrik Algreen-Ussing (født 10. april 1935) er en dansk forhenværende godsejer og kammerherre, far til Hans Henrik Algreen-Ussing.
Fra 1975 til 1995 har han sammen med sin hustru ejet Tirsbæk. 1998 blev han kammerherre.
Han har siden 1. september 1961 været gift (Stouby Kirke) med Vibeke komtesse Rantzau (født 7. november 1937), datter af lensgreve Daniel Rantzau (1903-1982) og Lillie Catharina Elisabeth Busky-Neergaard (født 1911).